# Lamelligomphus tutulus
Lamelligomphus tutulus är en trollsländeart som beskrevs av Liu och Chao 1990. Lamelligomphus tutulus ingår i släktet Lamelligomphus och familjen flodtrollsländor. IUCN kategoriserar arten globalt som sårbar. Inga underarter finns listade i Catalogue of Life.